# Пароль не нужен (роман)
«Паро́ль не ну́жен» — историко-приключенческий роман Юлиана Семёнова, написанный в 1966 году. Первый (по времени издания) и второй (по хронологии) роман из цикла о разведчике Владимирове-Исаеве-Штирлице. Успех книги способствовал появлению дальнейших книг о Штирлице.

## Сюжет
1921 год. Во Владивостоке при поддержке японцев произошёл антибольшевистский переворот, к власти пришли купцы братья Спиридон и Николай Меркуловы. Для сбора информации Феликс Дзержинский отправляет туда молодого чекиста Всеволода Владимирова. Когда-то Владимиров под именем ротмистра Максима Исаева работал в пресс-группе Колчака вместе с Николаем Ванюшиным, который стал одним из первых лиц в правительстве Меркуловых.
В то же время в Дальневосточную республику прибывает новый военный министр — Василий Блюхер. Он должен навести порядок в армии, чтобы отвоевать Дальний Восток у белогвардейцев и японцев.

### Персонажи
- Всеволод Владимирович Владимиров (он же Максим Максимович Исаев);
- Василий Константинович Блюхер;
- Павел Постышев — комиссар Восточного фронта;
- Марейкис (он же Чен) — связной Исаева; прототип персонажа — японист, разведчик Роман Ким.
- Николай Иванович Ванюшин — редактор владивостокской газеты «Ночной вестник»;
- Полковник Гиацинтов — глава контрразведки меркуловского правительства;
- Сашенька Гаврилина — невеста / жена Исаева.

## История книги
Дочь писателя Ольга Семенова пишет в книге о нём: «Первый роман из цикла о Штирлице под названием „Пароль не нужен“ был написан в 1964 году в маленькой деревеньке на Плещеевом озере, что у Переславля-Залесского».
Предварительные рабочие названия романа: "Передайте товарищу Ленину", "Те, кому не нужен пароль", "Те, кому пароль не нужен" . Впервые опубликован в журнале "Молодая гвардия", 1965, № 2,3.

Иван Просветов — историк спецслужб и биограф чекиста Романа Кима — уроженца Владивостока пишет: "В архиве Семенова сохранился машинописный рассказ о том, как был придуман Штирлиц: «Летом 1921 года в редакциях нескольких владивостокских газет появился молодой человек. Было ему года двадцать три, он великолепно владел английским и немецким, был смешлив, элегантен, умел умно слушать… Репортером он оказался отменным, круг его знакомств был широкий: японские коммерсанты, американские газетчики и офицеры из миссии, китайские торговцы наркотиками и крайние монархисты. Покойный писатель Роман Ким, бывший в ту пору подпольщиком, знал этого газетчика под именем Максима Максимовича…» Заинтересовавшись этим воспоминанием, Семенов «вырастил» из него роман «Пароль не нужен» о разведчике Всеволоде Владимирове, оперативный псевдоним Максим Исаев. Позже, работая в Польше над сюжетом «Майора Вихря», Семенов узнал, что в окружении начштаба Верховного командования вермахта Кейтеля («когда тот прилетал в Краков из Берлина») находился офицер СД, связанный с глубоко законспирированным подпольем. Вероятно, советский разведчик. «Словесный портрет, данный польским товарищем, удивительным образом совпадал с описанием Максима Максимовича — Роман Ким совершенно великолепно и очень точно обрисовал мне „белогвардейского газетчика“. Именно это и заставило меня допустить возможность „перемещения“ Максима Максимовича в Германию…»". В дальнейшем Семёнов обнаружил в Хабаровском краевом архиве записку Постышева, адресованную Блюхеру: «Во Владивосток благополучно переправлен молодой товарищ, присланный Дзержинским. Блестяще образован, знает иностранные языки» (Ким упоминал, что журналист-разведчик имел канал связи с Постышевым). Ещё одно подтверждение Семенов получил от писателя Всеволода Иванова, бывшего белоэмигранта (об этом источнике он рассказал уже в перестроечные времена). По словам Иванова, в начале 1920-х у него в редакции работал ответственным секретарем обаятельный юноша, отлично знавший иностранные языки. Когда Владивосток заняли красные, его видели в театре в военной форме рядом с главкомом Уборевичем. Так у Юлиана Семёнова появился замысел романа «Пароль не нужен». (Подробнее см.: Штирлиц#Прототипы).
Сам Ким будет выведен Семёновым как связной Исаева по имени Чен (Марейкис). Сам писатель об этом говорил: «Товарищ Исаева по борьбе, чекист Чен, списан мною во многом с замечательного человека, хорошего писателя и мужественного борца за революцию Романа Николаевича Кима. Нелегал, работавший во Владивостоке всю оккупацию, человек, днем посещавший университет, а по ночам выполнявший головоломные операции против белых, Роман Ким ещё заслуживает многих страниц в книгах…». По словам Просветова, «От реального Кима в этом портрете [книжного чекиста Чена] — умение носить и менять маски, приспосабливаться к среде, приятельствовать с самыми разными людьми и… умение быть элегантным. Головоломные операции — наверное, преувеличение. Но для разведывательной работы у Кима имелись все возможности: редактор японского информагентства, учился в Токио, прекрасно знает характер и привычки японцев». В отличие от реального Кима, книжный Чен героически погибает.
Ольга Семенова пишет, что для сбора материала для книги отец отправился на Дальний Восток, где «с огромным трудом нашел что-то про расстрелянных Блюхера, Постышева и Уборевича».
Книга, как отмечают современники, была принята читателями «на ура». Его прочел и Юрий Андропов, который вскоре после назначения председателем КГБ (май 1967 года) пригласил Семенова на Лубянку: «Недавно я посмотрел фильм „По тонкому льду“… Роман писал наш сотрудник, Брянцев, вы сочиняли сценарий, так? — Так. — Не понравился… Торчат чекистские уши. А вот ваш „Пароль не нужен“ мне показался заслуживающим внимания…». Слово за слово, Андропов спросил Семенова, не пора ли подробнее написать о деятельности наших разведчиков в годы войны в тылу врага? «Отец, возликовав, ответил, что давно пора, — рассказывает Ольга Семенова. — Так на свет и появился роман „Семнадцать мгновений весны“».

## Экранизации
- В 1967 году вышел фильм «Пароль не нужен», главную роль в котором сыграл Родион Нахапетов
- В 2008 году снят сериал «Исаев», сценарий второй части которого основан на сюжете романа «Пароль не нужен». Премьера сериала состоялась в 2009 году, Исаева сыграл Даниил Страхов.